# Metacycline
Metacycline là một loại kháng sinh tetracycline. Nó được sử dụng như một tiền chất trong quá trình tổng hợp công nghiệp của chu kỳ doxycycline.
Nó đã được tìm thấy để hoạt động như một chất chủ vận của miền liên kết phối tử thụ thể X của người mang thai và gây ra biểu hiện CYP3A4 trong ống nghiệm.